# ماكوتو أويدا
ماكوتو أويدا (باليابانية: 植田実) هو ناقد وشخصية أعمال وكاتب ياباني، ولد في 1935 في طوكيو في اليابان.